# Lew Brown
Lew Brown (Odesa, Ucrania, 10 de diciembre de 1893-Nueva York, 5 de febrero de 1958) fue un letrista de canciones populares estadounidense de origen ucraniano.
Es especialmente recordado por haber puesto letra a la canción That Old Feeling con música de Sammy Fain que pertenecía a la banda sonora de la película Vogues of 1938 y que fue nominada al premio Óscar a la mejor canción original de 1937, premio que recibió Sweet Leilani interpretada por Bing Crosby en la película Waikiki Wedding.

## Premios y distinciones
Premios Óscar
| Año  | Categoría              | Canción            | Película       | Resultado |
| ---- | ---------------------- | ------------------ | -------------- | --------- |
| 1938 | Mejor canción original | «That Old Feeling» | Vogues of 1938 | Nominado  |